# Phalacrostemma paulineae
Phalacrostemma paulineae är en ringmaskart som beskrevs av Kirtley 1994. Phalacrostemma paulineae ingår i släktet Phalacrostemma och familjen Sabellariidae. Inga underarter finns listade i Catalogue of Life.